# ریکارد نرداک
ریکارد نُرداک (انگلیسی: Rikard Nordraak؛ ۲ ژوئن ۱۸۴۲ – ۲۰ مارس ۱۸۶۶) یک آهنگساز اهل نروژ بود.
یکی از دلایل مهم شهرت او، ساخت آهنگ برای «سرود ملی نروژ» است.
شاعر و نویسندهٔ مشهور نروژی «بیورنستیرن بیورنسون»، پسرعمهٔ او بود.
ریکارد نُرداک در سن ۲۳ سالگی بر اثر ابتلا به بیماری سل درگذشت.